# Fatah Ahamada
Pour les articles homonymes, voir Ahamada.
Fatah Ahamada (né le 4 juillet 1990 à Montmorency) est un footballeur international comorien évoluant au poste d'attaquant pour le club suisse du FC Thierrens ainsi qu'avec la sélection des Comores .

## Biographie

### Carrière en club
Fatah Ahamada évolue dans la réserve du Red Star FC jusqu'en 2010 où il rejoint l'AS Poissy. Il évolue ensuite dans les divisions inférieures en Suisse, au FC Portalban/Gletterens de 2011 à 2014, au FC Montreux-Sports de janvier à juillet 2014, au FC Échallens de 2014 à 2015,  au Yverdon-Sport de 2015 à 2016, au FC Échallens de 2016 à 2018, au Vevey United de 2018 à février 2020 puis au FC Thierrens.

### Carrière internationale
Fatah Ahamada réalise ses débuts avec l'équipe nationale des Comores lors d'une défaite 1-0 en Coupe COSAFA 2018 contre le Mozambique le 29 mai 2018.